# Badminton under sommer-OL 2024
Badminton under Sommer-OL 2024 bliver afviklet over fem turneringer med i alt deltagelse af 172 spillere, fordelt på 38 spillere i herre- og damesingle, samt 16 par i herre-, dame- og mixed double.

## Turneringsformat
For alle discipliner gælder det, at konkurrencen bliver indledt med et gruppespil, hvor alle mødte alle, hvorefter 16 spillere (i single) eller otte par (i double) går videre til 1/8-finalerne (single) eller kvartfinalerne (double). Alle deltagere/doubler bliver placeret i de indledende grupper efter lodtrækning, hvor der indgår et seedningssystem, således at de bedste ikke kan mødes før tidligst i kvartfinalerne. 

## Tidsplan
| G | Gruppekampe | 1/8 | Ottendedelsfinaler | ¼ | Kvartfinaler | ½ | Semifinaler | F | Finaler |

| Dato →        | Lør 27 | Lør 27 | Lør 27 | Søn 28 | Søn 28 | Søn 28 | Man 29 | Man 29 | Man 29 | Tir 30 | Tir 30 | Tir 30 | Ons 31 | Ons 31 | Ons 31 | Tor 1 | Tor 1 | Tor 1 | Fre 2 | Fre 2 | Lør 3 | Lør 3 | Søn 4 | Søn 4 | Man 5 | Man 5 |
| Konkurrence ↓ | M      | E      | A      | M      | E      | A      | M      | E      | A      | M      | E      | A      | M      | E      | A      | M     | E     | A     | M     | A     | M     | A     | M     | A     | M     | A     |
| ------------- | ------ | ------ | ------ | ------ | ------ | ------ | ------ | ------ | ------ | ------ | ------ | ------ | ------ | ------ | ------ | ----- | ----- | ----- | ----- | ----- | ----- | ----- | ----- | ----- | ----- | ----- |
| Herresingle   | G      | G      | G      | G      | G      | G      | G      | G      | G      | G      | G      | G      | G      | G      | G      | 1/8   | 1/8   |       |       | ¼     |       |       | ½     |       |       | F     |
| Damesingle    | G      | G      | G      | G      | G      | G      | G      | G      | G      | G      | G      | G      | G      | G      | G      |       |       | 1/8   |       |       | ¼     |       | ½     |       | F     |       |
| Herredouble   | G      | G      | G      | G      | G      | G      | G      | G      | G      | G      | G      | G      |        |        |        |       | ¼     |       | ½     |       |       |       |       | F     |       |       |
| Damedouble    | G      | G      | G      | G      | G      | G      | G      | G      | G      | G      | G      | G      |        |        |        | ¼     |       |       | ½     |       |       | F     |       |       |       |       |
| Mixed double  | G      | G      |        | G      | G      | G      | G      | G      | G      |        |        |        |        |        | ¼      |       |       | ½     |       | F     |       |       |       |       |       |       |

## Medaljevindere
| Event        | Guld                                      | Sølv                                 | Bronze                                  |
| ------------ | ----------------------------------------- | ------------------------------------ | --------------------------------------- |
| Herresingle  | Viktor Axelsen · Danmark                  | Kunlavut Vitidsarn · Thailand        | Lee Zii Jia · Malaysia                  |
| Herredouble  | Kinesisk Taipei · Lee Yang · Wang Chi-lin | Kina · Liang Weikeng · Wang Chang    | Malaysia · Aaron Chia · Soh Wooi Yik    |
| Damesingle   | Sydkorea · An Se-young                    | Kina · He Bingjiao                   | Indonesien · Gregoria Mariska Tunjung   |
| Damedouble   | Kina · Chen Qingchen · Jia Yifan          | Kina · Liu Shengshu · Tan Ning       | Japan · Nami Matsuyama · Chiharu Shida  |
| Mixed double | Kina · Zheng Siwei · Huang Yaqiong        | Sydkorea · Kim Won-ho · Jeong Na-eun | Japan · Yuta Watanabe · Arisa Higashino |